# Antonio di Marsciano

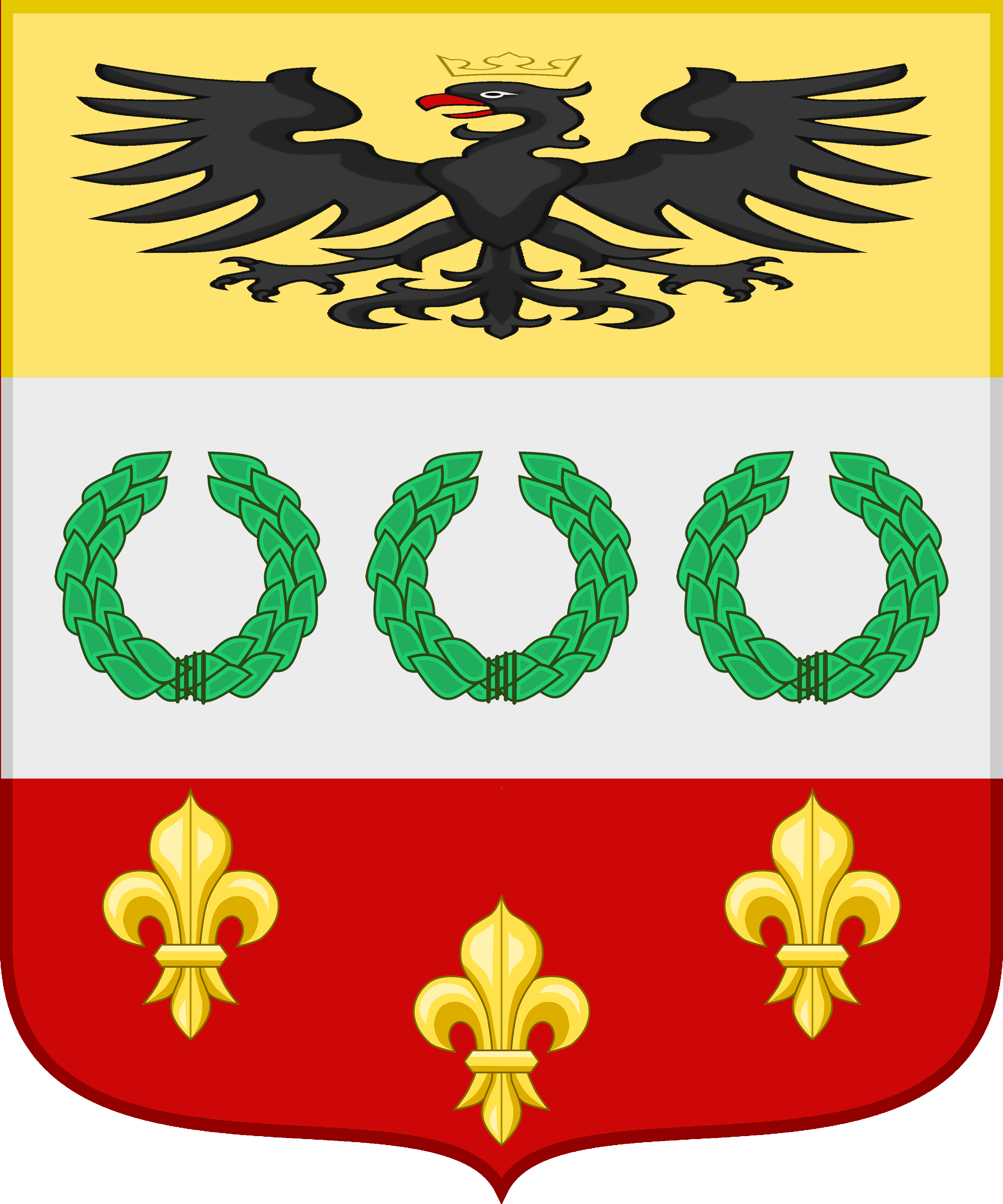
Stemma Di Marsciano

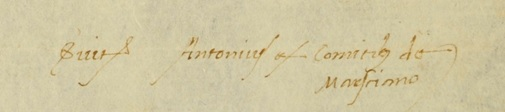
Autografo di Antonio che si firmava "dei Conti di Marsciano", mai usando l'appellativo "Bulgarelli", come appare in una lettera scritta a Lorenzo de' Medici

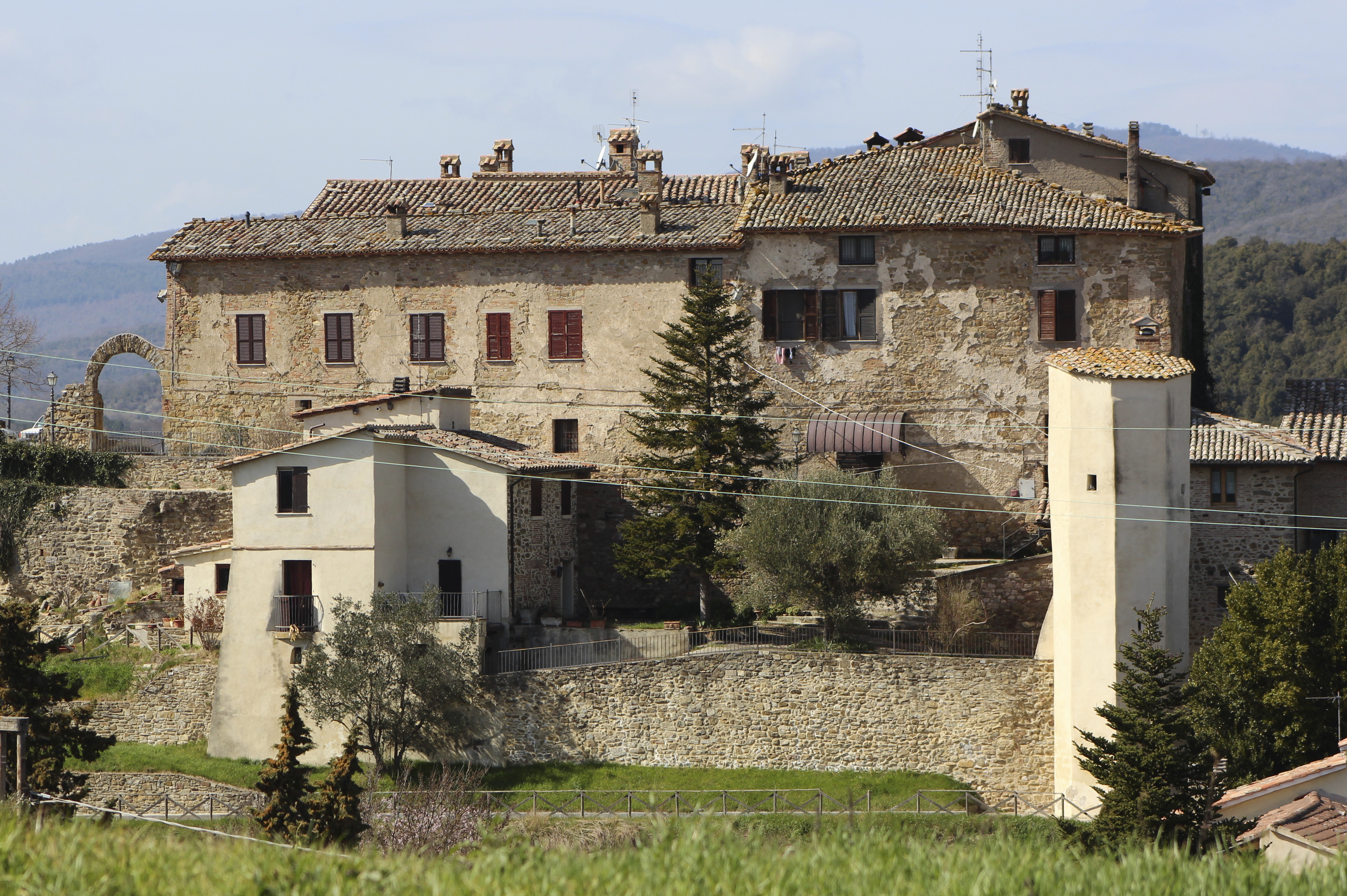
Il castello di Migliano

Antonio di Marsciano (Migliano di Marsciano, 20 dicembre 1429 – Pisa, 1º ottobre 1484) è stato un nobile e condottiero italiano, signore di Attigliano e Montegiove.

## Biografia
Era figlio di Ranuccio, conte di Marsciano e di Angela di Beccarino di Leonessa.
Venne educato dalla sua giovinezza al mestiere armi dallo zio, Guerriero di Marsciano, dallo zio materno Gentile di Leonessa, signore di Montegiove, capitani di ventura della Repubblica di Venezia, e da Erasmo da Narni detto il Gattamelata, famoso capitano, che diverrà suo suocero. 
Antonio combatté per Venezia e nel 1459 venne nominato comandante delle "Lance Spezzate" della Serenissima. Nel 1461 combatté principalmente contro Trieste, i Turchi, e nel veronese contro il ducato di Milano.
Nel 1482 Antonio venne fatto prigioniero dai ferraresi a Ficarolo, sul fiume Po e consegnato ai milanesi. Dopo la liberazione nel 1483 quando la politica dei veneti passò in opposizione a quella del papa, si spostò in Toscana al servizio di Lorenzo de' Medici, rimasto più vicino agli interessi dello Stato Pontificio, firmando una nuova condotta. Per questa fedeltà e coerenza fu quindi un capitano di ventura atipico. 
Firenze era contrapposta a Genova e il 30 settembre 1484 Antonio mentre combatteva a Pietrasanta contro Sarzana, venne gravemente ferito un pezzo d'artiglieria.
Morì il 1º ottobre 1484 a Pisa e fu seppellito nella Chiesa di San Michele degli Scalzi.
Antonio di Marsciano è ricordato come Condottiero prudente e uomo colto, nel 1476, possedeva 32 manoscritti e otto libri a stampa  riguardanti argomenti militari e storici. Tra gli autori nella sua biblioteca erano scrittori di argomento militare quali Vegezio, Frontino e il contemporaneo Roberto Valturio, e storici come Livio, Cesare, Polibio, Svetonio e Plutarco. Ha lasciato un lungo testamento spirituale che è anche pubblicato nel libro di Ferdinando Ughelli "Albero e historia della famiglia de' Conti di Marsciano". Tra una guerra e un'altra, allestì uno studiolo, alla maniera dei signori del Rinascimento.

## Discendenza
Promesso sposo giovanissimo, nel 1461 sposò Todeschina, figlia di Erasmo da Narni detto il Gattamelata, dalla quale ebbe tredici figli, alcuni dei quali seguirono le orme del padre come uomimi d'armi, tra questi:
- Ranuccio (1462-1501)
- Ludovico (1472-1526)
- Bernardino (1468-?)
- Pirro